# Guerau III de Cabrera
Guerau III de Cabrera (? - ~1180), va ser un noble i trobador del segle xii, vescomte d'Àger, vescomte de Girona i vescomte de Cabrera (v 1145-v 1180). Tot i que s'identifica tot el llinatge com a vescomtes de Cabrera, fou realment Guerau III el primer de la família que ostentà el títol de vescomte, i ja no el de "senyor de Cabrera" com els seus predecessors. També fou amb aquest noble que el títol de vescomte de Girona desaparegué definitivament i quedà convertit en el de vescomte de Cabrera.

## Família
Guerau era el fill primogènit de Ponç II de Cabrera i de Sança (probablement una dama castellana), si bé alguns autors li'n consideren germà i no fill.
|  |                             |  |  |  |  |  |  |  |  |  |  |  |  |  |  |  |
|  | 16. Guerau I de Cabrera     |  |  |  |  |  |  |  |  |  |  |  |  |  |  |  |
|  |                             |  |  |  |  |  |  |  |  |  |  |  |  |  |  |  |
|  |                             |  |  |  |  |  |  |  |  |  |  |  |  |  |  |  |
|  | 8. Ponç I de Cabrera        |  |  |  |  |  |  |  |  |  |  |  |  |  |  |  |
|  |                             |  |  |  |  |  |  |  |  |  |  |  |  |  |  |  |
|  |                             |  |  |  |  |  |  |  |  |  |  |  |  |  |  |  |
|  | 17. Ermessenda de Montsoriu |  |  |  |  |  |  |  |  |  |  |  |  |  |  |  |
|  |                             |  |  |  |  |  |  |  |  |  |  |  |  |  |  |  |
|  |                             |  |  |  |  |  |  |  |  |  |  |  |  |  |  |  |
|  | 4. Guerau II de Cabrera     |  |  |  |  |  |  |  |  |  |  |  |  |  |  |  |
|  |                             |  |  |  |  |  |  |  |  |  |  |  |  |  |  |  |
|  |                             |  |  |  |  |  |  |  |  |  |  |  |  |  |  |  |
|  | 18. Arnau Mir de Tost       |  |  |  |  |  |  |  |  |  |  |  |  |  |  |  |
|  |                             |  |  |  |  |  |  |  |  |  |  |  |  |  |  |  |
|  |                             |  |  |  |  |  |  |  |  |  |  |  |  |  |  |  |
|  | 9. Letgarda de Tost         |  |  |  |  |  |  |  |  |  |  |  |  |  |  |  |
|  |                             |  |  |  |  |  |  |  |  |  |  |  |  |  |  |  |
|  |                             |  |  |  |  |  |  |  |  |  |  |  |  |  |  |  |
|  | 19. Arsenda d'Àger          |  |  |  |  |  |  |  |  |  |  |  |  |  |  |  |
|  |                             |  |  |  |  |  |  |  |  |  |  |  |  |  |  |  |
|  |                             |  |  |  |  |  |  |  |  |  |  |  |  |  |  |  |
|  | 2. Ponç II de Cabrera       |  |  |  |  |  |  |  |  |  |  |  |  |  |  |  |
|  |                             |  |  |  |  |  |  |  |  |  |  |  |  |  |  |  |
|  |                             |  |  |  |  |  |  |  |  |  |  |  |  |  |  |  |
|  | 5. Estefania Mala Signada   |  |  |  |  |  |  |  |  |  |  |  |  |  |  |  |
|  |                             |  |  |  |  |  |  |  |  |  |  |  |  |  |  |  |
|  |                             |  |  |  |  |  |  |  |  |  |  |  |  |  |  |  |
|  | 1. Guerau III de Cabrera    |  |  |  |  |  |  |  |  |  |  |  |  |  |  |  |
|  |                             |  |  |  |  |  |  |  |  |  |  |  |  |  |  |  |
|  |                             |  |  |  |  |  |  |  |  |  |  |  |  |  |  |  |
|  | 3. Sança                    |  |  |  |  |  |  |  |  |  |  |  |  |  |  |  |
|  |                             |  |  |  |  |  |  |  |  |  |  |  |  |  |  |  |
|  |                             |  |  |  |  |  |  |  |  |  |  |  |  |  |  |  |

Es va casar amb Berenguera de Queralt, amb qui va tenir per fills Ponç III de Cabrera, que succeí el seu pare en el vescomtat, i Arsenda de Cabrera, muller del comte Ermengol VI d'Urgell.

## Fets destacats
El 1145, ja com a vescomte de Cabrera, fundà el monestir de Roca-rossa (Tordera, Maresme). El 1149 prengué part en la conquesta de Lleida, al costat de Ramon Berenguer IV i del comte d'Urgell Ermengol VI. Amb aquest darrer va tenir disputes sobre la possessió dels castells d'Os, Àger i Casserres.

## Obra poètica
Només es coneix un poema d'aquest autor, escrit en occità cap al 1160, Ensenhamen (occ. ensenhamen, cat. "ensenyament"), nom genèric que es dona a llargs poemes de contingut didàctic i crític, i que podem considerar una modalitat del sirventès. Constitueix un document d'una gran importància pel conjunt de notícies que dona sobre els joglars i sobretot perquè ens mostra el panorama literari de Catalunya com no ho fa cap altre document de l'època.
El poema adreçat al seu joglar Cabra per tal d'instruir-lo, consta de 216 versos (dos versos de quatre síl·labes rimant entre ells, seguits d'un vers de vuit síl·labes amb rima). Els 24 primers versos tracten de les diverses activitats dels joglars, i la resta assenyalen, de forma desordenada, aquells temes literaris que els joglars haurien de conèixer i transmetre:
- Matèria de Bretanya: com les de Tristany i d'Erec et Enide.
- Matèria clàssica: com les de Príam i Tisbe, de Troia, de Tebes, d'Alexandre el Gran, Ovidi, etc.
- Cançons de gesta: les referents a la batalla de Roncesvalls, les que canten Guillem de Tolosa, conqueridor de Barcelona, les de vassalls rebels com Raoul de Cambrai, Otger de Dinamarca, Gormond i Isembard, Beuve de Hantone, etc. I també algunes occitanes com Daurel e Beton.
- Composicions de diversos trobadors occitans.

Temàticament es pot dividir en dues parts: en la primera (24 versos), Guerau de Cabrera retreu al joglar Cabra que no faci bé algunes activitats pròpies del seu ofici; en la segona, molt més llarga, li retreu que no conegui i transmeti determinada literatura, de manera que, en aquesta part, el poema es converteix en una llista -sense ordre cronològic- de la literatura que es coneixia a l'època, des de la més antiga, els clàssics grecs i llatins, a la més moderna, els trobadors contemporanis. En la darrera estrofa retreu més mancances professionals del joglar i l'acomiada.
L'ensenhamen de Guerau de Cabrera fou objecte d'imitacions en la literatura trobadoresca. Deixant de banda el que escriví Arnaut Guilhem de Marsan entre 1170 i 1180, el que Guiraut de Calanson va escriure per adoctrinar el seu joglar Fadet i va trametre a un rei d'Aragó, potser Pere el Catòlic, és una imitació del que el trobador català va adreçar al seu joglar Cabra, ja que no tan solament segueix el mateix esquema mètric, sinó que confessa que no sap ni la quarta part del que sabia "En Guiraut", o sigui, el vescomte de Cabrera. Del mateix estil, repetint la fórmula "No saps...", és el que Bertran de Paris, de Roerga, va escriure, entre 1197 i 1224, per tal d'il·lustrar el seu joglar Gordotz.